# Saurida normani
Saurida normani är en fiskart som beskrevs av Longley, 1935. Saurida normani ingår i släktet Saurida och familjen Synodontidae. Inga underarter finns listade i Catalogue of Life.